# Мамедов, Эльшад Рамиз оглы
Эльшад Рамиз оглы Мамедов (азерб. Məmmədov Elşad Ramiz oğlu; 14 февраля 1975 — 17 марта 1995) — военнослужащий Вооружённых сил Республики Азербайджан, Национальный Герой Азербайджана (1995).

## Биография
Родился Эльшад Мамедов 14 февраля 1975 года в селе Хачагая, Гёйгёльского района, Азербайджанской ССР. В 1990 году, после окончания сельской неполной средней школы, продолжил обучение в Ханларской районной профессионально-технической школе № 99.
В августе 1993 года Ханларским военным комиссариатом был призван в Национальную армию Азербайджана. Прошёл 6-месячную военную подготовку. Затем был направлен в зону боевых действий в Нагорный Карабах. Его первый бой состоялся в районе Тертера. В кровопролитных противостояниях он участововал на территории Агдарского района.
В марте 1995 года, группа вооружённых незаконных бандформирований выступила против действующей государственной политики Азербайджана. 13 марта 1995 года подразделение, в котором служил Эльшад, чтобы предотвратить попытку переворота, было направлено к месту противостояний в городе Баку в районе 8-го километра. Принимал участие в подавлении и нейтрализации незаконных формирований, бывших членов отряда полиции особого назначения, действующих с целью Государственного переворота в Азербайджанской Республики. В вооружённом столкновении с государственными преступниками Мамедов в результате обстрела с противоположной стороны получил тяжёлое смертельное ранение в голову, от последствий которого 17 марта 1995 года скончался.
Эльшад Мамедов был не женат.

## Память
Указом Президента Азербайджанской Республики № 307 от 4 апреля 1995 года Эльшаду Рамиз оглы Мамедову было присвоено звание Национального Героя Азербайджана (посмертно).
Похоронен на кладбище в селе Кырхлы Гёйгёльского района Республики Азербайджан.
Средняя школа села Хачагая Гёйгёльского района носит имя Национального героя Азербайджана Эльшада Мамедова.
По дашкесанской дороге установлен бюст Эльшада Мамедова.